# Cosmosoma coccinifera
Cosmosoma coccinifera är en fjärilsart som beskrevs av Paul Dognin 1912. Cosmosoma coccinifera ingår i släktet Cosmosoma och familjen björnspinnare. Inga underarter finns listade i Catalogue of Life.